# سكيب بيت
سكيب بيت (باليابانية: スキップ・ビート!، بالروماجي: Sukippu Bīto!) (بالإنجليزية: Skip beat!)‏ تلفظ سكيبو بيتو! هي سلسلة مانغا شوجو يابانية من تأليف يوشيكي ناكامورا، نشرت لأول مرة من قبل هاكسينشا في مجلة هانا تو يومي، أنتجت إلى مسلسل أنمي تلفزيوني من قبل استوديو هال فيلم ميكر. ونشرت في عدة بلدان واشتهر الأنمي الخاص بها ولقي ترحابا واسعا في المنتديات المختصة بالأنمي، القصة تدور حول كيوكو موجامي فتاة في 16 من العمر أحبت صديق طفولتها شو فوا ومنحته كل شيء لكنه خانها.

## القصة
موجامي كيوكو ذات الستة عشر ربيعا نذرت حياتها لحبيبها المغني فوا شو فتخلت عن كل ما تملك وأصبحت مشاعرها فقط تدور حوله وغيرها من المشاعر فهي تعامل الناس بها لأجله محتملة كل ما يصدر منه وبدلا من الذهاب للمدرسة كل يوم والبقاء مع العائلة سافرت معه للعاصمة طوكيو أصبحت تعمل ليل نهار لتدفع نقود الإيجار وغيرها ومن ثم تفاجأ في أحد الأيام بخيانته لها وتصريحه أنه لا يحبها فما هي إلا خادمة عنده فتقرر الانتقام منه وتنضم لإحدى الوكالات المنافسة وتفاجأ هناك بوجود الممثل المعجزة تسوروجا رين الذي سيعاملها بمنتهى القسوة لأنها انضمت العالم من أجل الانتقام ومع تقدم الأحداث ستكسب الكثير وتتعلم كثيرا مما كانت تجهل وتصادق العديد من الناس

## الشخصيات الرئيسية
كيوكو موجامي (الاسم باليابانية: 最上 キョーコ , الاسم بالإنجليزية: Kyoko Mogami) كيوكو فتاة طيبة وبريئة للحد الذي استغلها فيه صديق طفولتها مما أشعل في نفسها نار الحقد والضغينة وبشكل عام فهي فتاة عانت كثيرا لكنها دوما صامدة ومهما وقعت وتعثرت فهي تعود لهدفها بقوة تجبر الجميع على الاعتراف بها مصرة على بلوغ أهدافها كما أنها ذات جانب طفولي ظريف لا يمكنك توقع تصرفاتها ولا سيما مع وجود شياطينها الشريرة فهم يزجون بها في كثير من المشاكل عادة نراها في غرفتها وهي تتوعد رين وشو وتعذبهما عن طريق دمى صنعتها لهما فهي بارعة في جميع أعمال المرأة ورغم لطفها ورقتها وأدبها الجم حتى أنها لا تسمح لنفسها أن تتنصت على أحد فهي لا ترضى أن يهينها أحد ومن فعل فستريه جهنم السوداء ومن تضعه في رأسها فلا يمكن أن يحيا بسلام ولديها مبالغة في تصرفاتها أحيانا وهي تحب وتصدق قصص الأميرات والجنيات وتتأثر بها كثيرا ومع تقدم الأحداث ستحترم تسوروجا رين كثيرا وستعتبره هدفها الذي تنوي الوصول إليه ولقد عانت كيوكو في طفولتها كثيرا فعندما كانت طفلة توفي والدها وكانت أمها تسيء معاملتها ولم تمتلك أي صديقة لأن الفتيات كن يغرن من قربها من شو ولطفه معها ومن ثم تركتها أمها فعاشت كيوكو بمنزل صديقها شو الذي كانت تحبه كثيرا وبسبب تلك الجاحدة لابنتها فقد كانت تبكي دوما ليأتي أحد ما ويساعدها لكن أحدا لم يفعل ولم يكن بوسع شو غير النظر إليها وهي تبكي وهو لا يعرف ماذا يقول فلما أحست أنها تثقل عليه ذهبت لمكان تبكي فيه وحدها وهناك قابلت الفتى الأشقر الوسيم أمير الجنيات كورن رغم أنها كانت أيام قلائل إلا أنها أصبحت أروع ذكرياتها وعندما حان وقت الفراق أهداها حجرا يمتص الأحزان حتى لا تبكي ومضت الأيام ومن ثم أخبرها شو أنه مصر على السفر واحتراف النجومية وعرض عليها أن تأتي معه فوافقت وكلها سرور وفرح أنه اختارها وهناك عاشت كيوكو أيامها كأمة تعمل ليل نهار وبالتأكيد تركت المدرسة إلا أنها لم تبال ما دامت مع أميرها شو وفي أحد الأيام عندما أتى شاهد برنامجا استضاف رين فخرج غاضبا فقررت كيوكو زيارته في عمله وهناك هوت كلماته القاسية كالصاعقة على قلبها لكنها لم تبك بل صرخت طالبة الثأر إلا أن حراس الأمن طردوها فحزمت أمرها وانتقلت للعيش عند متجر داروياما وغيرت شكلها الخارجي وحاولت الانضمام لوكالة L.M.E وقد كان رين لها بالمرصاد إلا أنها نجحت بعد ملاحقة مستميتة في الاشتراك باختبار القبول لكن في المرحلة الثانية فشلت لافتقادها عاطفة الحب فتعمل في محطة البنزين وتقابل شو الذي لم يعرفها وبعد كلمات من رئيسها في داروياما تعود مرة أخرى وتنضم في قسم أنشئ حديثا وهو قسم Love me أي أحبوني ووظيفة هذا القسم فعل أي أمر يطلبه العميل وقد سبب لها العار لكنه سيساعدها كثيرا وأولى مهامها حمل حقائب ممثلة وقد فشلت فيها بسبب رين الذي كرهها وأراد لها الفشل بسبب دافعها وعن مهمتها الثانية فكانت تنظيف الممر وفشلت بها بسبب مبالغتها في التنظيف وعن الثالثة فهي حماية ممثلة من أشعة الشمس وحاولت فيها كيوكو وضع كل مشاعرها حتى أنها تسببت في شرخ كاحلها وهي تحملها لكن روريكو لم تهتم لها وبعد عدة مناوشات جرت منافسة بينهما على الدور وأغمي على كيوكو في منتصفها واسترجعت روري الدور لكن مثابرة كيوكو وشجاعتها أثرت بها فأعطتها الدرجة الكاملة وشكرتها وفيما بعد تنضم عضوة أخرى للقسم وتسعد كيوكو بذلك أخيرا فهناك من سيقاسمها لعنة اللون الوردي وسخرية الناس واستهزائهم وكانت تلك كاناي والتي لقبتها كيوكو بموكو وكانت مهمتها الجديدة إيجاد حفيدة رئيس الوكالة وتصحيح أفكارها وقد نجحت بها كيوكو بامتياز وبعد ذلك تأتي لها ولكاناي مهمة جديدة في محطة التلفاز وهي تأدية دور دجاجة في بث مباشر وفي البداية كانت كيوكو خائفة ومضطربة لكن بعدما علمت من هو ضيف الحلقة تملكتها الشجاعة والشر فقد كان شو ضيف البرنامج فصارت تحاول إحراجه بأي وسيلة لكن دون جدوى حتى انتهى بها المطاف لأن يطردها مخرج البرنامج ووسط حزنها وألمها قابلت رين وحينها تفاجأ بالحانب الآخر له مما ألانها تجاهه وأظهر إعجابها به وتتجاوز حزنها بدون حجر كورن لأول مرة وفي الحلقة التي تليها ستنضم كيوكو لاختبار لاختيار مؤدية إعلان المشروب الجديد وهناك ستقابل كاناي ومنافستها إريكا وستساعد كاناي لتجاوز أزمتها مع إريكا الغنية والتي اضطهدتها طوال السنين الفائتة وستنجحان معا في الاشتراك في الإعلان وعن الأحداث التي بعدها فسيمرض ياشيرو مدير أعمال رين فيطلبون من كيوكو أن تكون مديرة أعماله وعندها سيمرض رين فتتولى كيوكو الاعتناء به وسيسعد بذلك ويتقربان من بعضهما أكثر وبعد أن تنهي كيوكو عملها تذهب وسيعطيها رين الدرجة الكاملة لعملها المضني لكنه سينقص منها لأنه علم أن عملها كان دون مشاعر منها تجاهه وسيكون هناك عمل آخر بانتظارها وهو تمثيل دور ملاك في فيديو كليب لفوا شو وهناك أظهرت جميع مواهبها في التمثيل حتى أنشو وقف أمامها مذهولا وقد بدأت مشاعره بالتقلب وبعد عودتها للوكالة تقع في مشكلة مع رين لكنها تحل وستتوقف أحداث الأنمي عند أحداث تصوير مسلسل الدارك مون (القمر المظلم) حيث تشترك فيه كيوكو مؤدية دور ميو الفتاة الغنية الشريرة وسيكون هناك أيضا رين مؤديا دور البطولة وقد حاز تمثيلها على رضا الجميع إلا أن هناك مشكلة حدثت مع رين عكرت صفو الأجواء وستقوم حينها كيوكو بمساعدة رين واكتشاف من يحب وعن المانجا فهي ستزور رين لمساعدته على التمثيل وتنجح بذلك وبعد أن قدم رين عرضه حادثه الرئيس حوله ماضيه مما جعله حزينا كيوكو التي تنبهت لذلك فكرت بمساعدته عن طريق حجر كورن وقد استطاعت فعلا عن طريق قصتها مع أمير الجنيات وإيمانها بهم وكلماتها المؤثرة إدخال البهجة في نفس رين وكشكر لها قام بتقبيل الحجر مما جعلها مترردة بشأن قبول هذا النوع من السحر الأسود لكنها فيما بعد ستؤمن أن سحر رين هو الأقوى وستسعد به كثيرا لا سيما بعد أن يعود شو للظهور حيث تظهر مشكلة لكيوكو وهي فرقة في شوجل التي تعتقد كيوكو أن معنى اسمها هو فرقة كلاب الصيد والذي يريد أحد أعضائها نيل كيوكو بعدما تورطت في عراكه مع شو ويضعها نصب عينيه كما أن هناك قصة حب غير متوقعة ستحدث بين كيوكو وشو ولا أنسى ذكر رين الذي بدأ يتقرب أكثر فأكثر من كيوكو وسيحرص عليها من شو فعندما جرح شو كيوكو خطأ وقدم للاعتذار لحق بهم رين سرا وكانت الغيرة والانزعاج يأكلانه لأنهما يخلقان جوا لا يستطيع أحد اختراقه هذا الأمر الذي لم يكن يريحه أبدا وبسبب الرابط القوي بينهما هو أصبح متحفظا جدا بشأن علاقتها مع شو وهي ستحصل على دور في مسلسل آخر وهناك ستقابل العضوة الجديدة في قسم لوف مي
رين تسوروجا (الاسم باليابانية: 敦賀 蓮 , الاسم بالإنجليزية: Ren Tsuruga) رين أشهر وأفضل ممثلي اليابان كما أنه يعد الأوسم وهو دائما الأول في الإحصائيات ظاهريا هو شخص خلوق مهذب ورائع بكل المقاييس لكن في باطنه فهو يملك جانبا شريرا وقاسيا يعامل به كيوكو بقسوة لأنها دخلت عالم الفن لأجل الانتقام وهذا الأمر يغيظه بشدة ويبعث الكراهية في نفسه لها فهو يحب التمثيل جدا ولا يود التمثيل إلا مع الجادين في عملهم فهذا الصنف هو الوحيد الذي يقدره رين، وهو يجيد العزف على البيانو وقد لاحظ انه إذا ما كان سعيدا فإن ذلك لا يظهر عليه بل يتصرف بكل برود والشخص الوحيد الذي رأى رين على حقيقته هو كيوكو سواء بجانبه المظلم أو الطيب الذي يتصرف فيه على سجيته عندما تنكرت بزي بو، وهو يحاول قدر الإمكان الابتعاد عن كيوكو لا سيما بعدما أحبها كما أنه يغار بشدة من شو ولا يريد لكيوكو الاقتراب منه وظهر عيد ميلاده في الشابتر 138 وهو موافق لـ February 10 ورغم شكله الوسيم إلا أن تجارب وقوعه في الحب = صفر وهو نصف ياباني عاش في السابق في أمريكا وهو من النوع الذي يحتفظ بالحزن
والألم داخل نفسه
في أول لقاء لهما قام بطرد كيوكو من الوكالة وفي ثاني لقاء انطلقت منه شرارات الكره والضغينة وحذرها وفي ثالث لقاء تسبب في نقصها للدرجات وفي رابع لقاء رغم أنه كان لطيفا معها لأنها مصابة إلا أنه لوى قدمها ليرى الإصابة وثم أنقصها 10 درجات لكنه يكتشف فيما بعد أن الطفلة البريئة الصغيرة التي قابلها في الماضي وأصبحت صديقته هي ذاتها الفتاة التي يقوم بتعذيبها الآن ويستغل كل فرصة لمضايقتها ذلك لأن رين هو ذاته كورن لكنه تغير كثيرا وبعد أن يدرك حقيقة كيوكو يصبح لطيفا نوعا ما لكن قليلا جدا إلا أن إعجابه وحبه يعود لها بعد أن يمرض مدير أعماله ياشيرو فيوكلون كيوكو عوضا عنه ووقتها يمرض رين فتهتم به كيوكو ويتذكر كيف كانت وكيف كان يراها الفتاة اليابانية المثالية ويشعر بسعادة غامرة بعد أن تخبره أنها تريد أن تصبح ممثلة ليس لأجل الانتقام أو لأجل أحد بل لأجلها ولتصنع لنفسها اسما وبعد أن يشفى رين يعطيها الدرجة الكاملة إلا أن الوغد يقوم بإنقاصها درجات بعد معرفته أنها بذلت جهدها من دون مشاعر إنما فقط لأن ذلك عملها وعندما يعلم بأمر تصوير كيوكو مع شو يظهر انزعاجه جليا ويزداد عندما يعلم أنها كانت مستمتعة بالتصوير ولم تفكر بالانتقام فيزداد غضبه بشدة لا سيما وأن شو قطع مكالمته مع كيوكو سابقا لذا تحاول كيوكو بأقصى ما يمكنها أن تجعله يسامحها وتنجح بذلك ويتلقى رين عرضا في مسلسل دارك مون حيث يمثل شخصية رومانسية وقد وافق على العرض إلا أن رئيس الوكالة كان رافضا بشدة لأن رين لن يتمكن من أداء الدور رين لم يأبه وأخذ الدور وعندما ذهب لمقابلة المخرج تفاجأ برؤية كيوكو حيث أنها ستمثل أيضا بدور الفتاة الثرية ميو مما أسعده بشدة وفي المسلسل كان رين خير معين لكيوكو ينصحها ويشجعها ويوجهها ودافع عنها عندما طالبت مؤدية دور ميو السابقة طردها وقد سار كل شيء على ما يرام إلى أن وصلوا لمشهد عاطفي لم يستطع رين إكماله رغم كل التكرار إلا أنه لم يتمكن من أدائه فقام المخرج أوغاتا بإعطائه فرصة ليستريح ويستعد وفي خضم تلك الأحداث يقرر الرئيس أن يمهل رين 3 أيام ليجد فيها الطريقة وإن لم يعجبه أداؤه فسيطرد من المسلسل وهذا الأمر أربك وأرهق رين كثيرا فهو لا يود أن يعود لماضيه وبينما هو يفكر في محطة التلفاز يقابل بو مرة أخرى الدجاجة التي ساعدته في الماضي أتت لتساعده مرة أخرى ويكتشف بسببها أنه واقع في حب كيوكو ولأجل مساعدة رين طلب ياشيرو من كيوكو أن تذهب لرين وتعد له طعام العشاء وهناك يكون رين سعيدا جدا رغم أنه لا يظهر عليه أبدا أي معنى للسعادة بل يتصرف بكل برود وعندما يوصل كيوكو لمنزلها تقول له كلاما أثر فيه بشدة وجعله سعيدا جداوعن الأحداث التي في المانجا فإن كيوكو تقوم بمساعدة رين عن طريق تأدية دور ميزوكي وعندما تذهب لتعد الطعام تكاد تقع من الكرسي فيمسكها ويسقط معها ويشعر بشعور لأول مرة لم يسبق له وأن شعره رغم أنه دائم الاقتراب من النساء وتظهر ابتسامة ماكرة على محياة ويسأل كيوكو إن كان لديها خبرة في التقبيل إلا أنه سرعان ما يتنبه ويعود ليكمل تمثيل المشهد دون أدنى شعور بالأسف وعندما حان وقت أداء المشهد وحضر الرئيس طلب رين من المخرج أن يغير قليلا في الأحداث فيوافق ويقوم رين وقتها بأداء مشهد رائع استفاد فيه كثيرا من موقفه مع كيوكو ويظهر لأول رين بتعابير طفولية وهو يعزف مع موموسا كما أنه استفاد جدا من شخصيته السابقة وبعد أن يوافق الرئيس على إكماله للمسلسل يحادثه حول عودة شخصيته القديمة وعندما تراه كيوكو حزينا تحضر له الحجر الذي أهداه لها في طفولتهما وتتفاعل كيوكو بشدة حول موضوع السحر وتخبره أن كورن هو أمير الجنيات في نهاية المطاف يقوم بتقبيل الحجر مما يجعل كيوكو مترددة في قبول نوع كهذا من السحر الأسود وبعدها يضطر للسفر لأجل بعض الأعمال وعندما تظهر تلك الفرقة التي تنوي القضاءعلى شو فإنه سرعان ما يعود لأجل كيوكو وهناك يقابل شو ويغضب بشدة بعد معرفة أنه ساعد كيوكو وفي أحداث متقدمة فإن والده يظهر وهو الممثل الشهير Kuu «كيو» ويبدو أن المعاملة القاسية لكيوكو متوارثة فحتى هو كان سيئا في تصرفاته معها في البداية لكنه أصبح فيما بعد لطيفا معها وبالنسبة لي أرى أنه يشبه ابنه رين كثيرا إلا أن رين رزين أكثر منه ونعلم أن اسم والدة رين هو Julie «جولي» وأن اسم رين الحقيقي هو Kuon Hizuri«كيون»
شو/شوتارو فوا (الاسم باليابانية: 不破 尚 , الاسم بالإنجليزية: Shō Fuwa) إنه المغني الذي اشتهر مؤخرا ووهبت كيوكو حياتها لأجله رغم أنه شخص لا يستحق فهو أناني ومغرور ومتكبر متعالي ومتكلف في ظهوره بسبب حياة الرفاهية والترف التي كان يعيشها فقد كان جميع الناس تحت خدمته فوالداه يملكان فندق مشهور في كيوتو وهو يظهر للمعجبين شخصية رزينة وباردة مختلقة كمثال فهو قد أخبر في التلفاز أنه لا يشاهد التلفاز كثيرا ولكن في الحقيقة فإنه يعشق البرامج الكوميدية وعندما يضحك بطريقة هستيرية فلا يمكن إيقافه يستيقظ في الصباح بمزاج عكر لأبعد الحدود يكره رين ويتمنى الاستيلاء على شعبيته ومنذ أن كان صغيرا كان ذو شعبية ولكنه لم يكن يعلم ولديه اعتقاد متشكل لديه وهو أن كيوكو ملكي الخاص لي أنا وحدي فلذا لا يهم ما أفعله بها والويل لمن يقترب منها في السابق لم يكن يهتم بمن ينظر لها أو يعجب بها ولكن الآن فإنه يغار بشدة من رين بسبب كيوكو، وبالنسبة لنوع طعامه فهو يكره الطعام الحلو وللرياضة فهو أسوء ما يكون في رياضة التنس وهو يخفي حقيقة اسمه الكامل شوتارو فإنه يخجل من تارو لأنه من طراز قديم وتقليدي، إنه مغازل كبير للنساء ولعوب جدا ويستطيع إيقاف فتاة تبكي في ثوان وهو يفضل النساء اللواتي يكن أكبر منه سنا وحلمه هو أن يكون نجم البوب الأول في اليابان ويكون صوتها، في الماضي عندما تركت والدة كيوكو ابنتها كانت كيوكو تبكي كثيرا وهو لا يستطيع أن يقول لها شيئا فكان فقط يحدق فيها بحزن ولذا أصبحت كيوكو تذهب بعيدا للبكاء حيث قابلت كورن وأما شو فقد أصبح حساسا تجاه بكاء كيوكو ولكن مع مضي السنوات فقد أصبح يقسو عليها بالتدريج وإن كان لطيفا لدرجة أن المعجبات به كن يعذبن كيوكو فقد كان السبب وراء عدم وجود صديقة لها وكراهية الفتيات لها منذ الصغر ولأن كيوكو كانت تحبه فكانت تحمل هموم حياته كلها وتساعد والدته في كل أمور المنزل فقد أرادت إعدادها لتكون زوجة شو مما جعله يعتبرها كالخادمة عنده ولما حزم أمره بالسفر لطوكيو عرض على كيوكو أن تأتي معه وفي البداية كان لطيفا تجاهها لكن رويدا رويدا أصبح لا يطاق ولما خرج غاضبا في إحدى
المرات بسبب مشاهدته برنامج استضاف رين أرادت كيوكو مفاجأته في مكان عمله وهناك كانت الصاعقة التي قلبت كيان كيوكو وعندما استضيف في البرنامج الذي وظفت فيه كيوكو كبو لم تبقه في حاله بل دست له المكائد فأول سؤال طرح كان عن اسمه لكن بسبب مناورة منه نجا وزادت شعبيته ومن ثم أتت منافسة في رياضة التنس لكن المدهش ولأجل ألا تتسخ صورته فقد لعب كالمحترفين وازداد حماس الجمهور أكثر فأكثر ولما لم يبق لكيوكو غير حركتها القاضية واستعملتها شك فيها وأراد نزع القناع لكن انتهى به المطاف أن تقع كيوكو عليه ولما تحسس شعر بأنه رجل أو مجرد فتاة سطحية مما أغضب كيوكو فخنقته وطردت من المحطة وبعدما شاهد شو كيوكو في الإعلان شعر بأنها ليست مصادفة فاستضيفت كيوكو في كليبه الجديد وعندما كشفت ورأى مقدار تغير كيوكو ظهرت بوادر الإعجاب التي تبينت للجميع لكنه لم يظهر ندمه إلا أن افتقاده لدلال كيوكو له بدأ يظهر وعندما علم شو بأمر عرض الدارك مون تفاجأ بشدة رغم ذلك أظهر عدم اهتمامه لكن خياله وتفكيره في كيوكو مع رين لم يدعه مما جعله غاضبا طوال الوقت ويصرخ بصوت عال، وفي المانجا تظهر مشكلة كبيرة أمام شو فهناك وكالة أسست فرقة فقط لتدمره اسمها في شوجل وباتت تنافسه على المبيعات ولم تتوان عن استخدام أي طريقة في تقليده بذكر ذات تصريحاته واستئجار نفس ما يستأجره من استيديوهات حتى أنهم أرسلوا جاسوسا ليقلدوا أغنيته وبسبب ذلك فقد شو الأمل تماما فقد سدت كل الطرق أمامه ويظهر في المانجا شعور شو الحقيقي تجاه كيوكو فعندما كان في أوج غضبه جرحها خطأ وعلى غير المتوقع سارع بالاعتذار وعندما طردت زارها في محل التصوير واعتذر بها بصدق وأعطاها مرهما للجروح ويظهر أن رين كان يتجسس عليهما وعندما تتجه كيوكو لكاريزاوا لإكمال المسلسل يتقابلان وبسبب صدى كلماتها فإنه يقف على قدميه من جديد فلن يصل المقلدون للأصلي مهما حاولوا وعندما قابلهم وجها لوجه لأول مرة يفاجأ برغبة رينو أن يأخذ كل ما لدى شو حتى لو كانت صديقته وبما أن شو يرى كيوكو ملكه فهو يريد الآن نيلها هذا الأمر أغضب شو فهو لن يسمح لأحد بأخذها منه وأصبح كالحارس يحميها من رينو وعندما كانت كيوكو في العمل ثم طاردها رينو وعلم شو بالأمر هب لإنقاذها وحتى بعدما تركها رينو لم يدعه شو وشأنه إلا بعدما أوسعه ضربا وقد استغل شو هذه الفرصة في إغاظة رين بعدما عاد.

## وصلات خارجية
- سكيب بيت على موقع ANN manga (الإنجليزية)